# Church’s Chicken

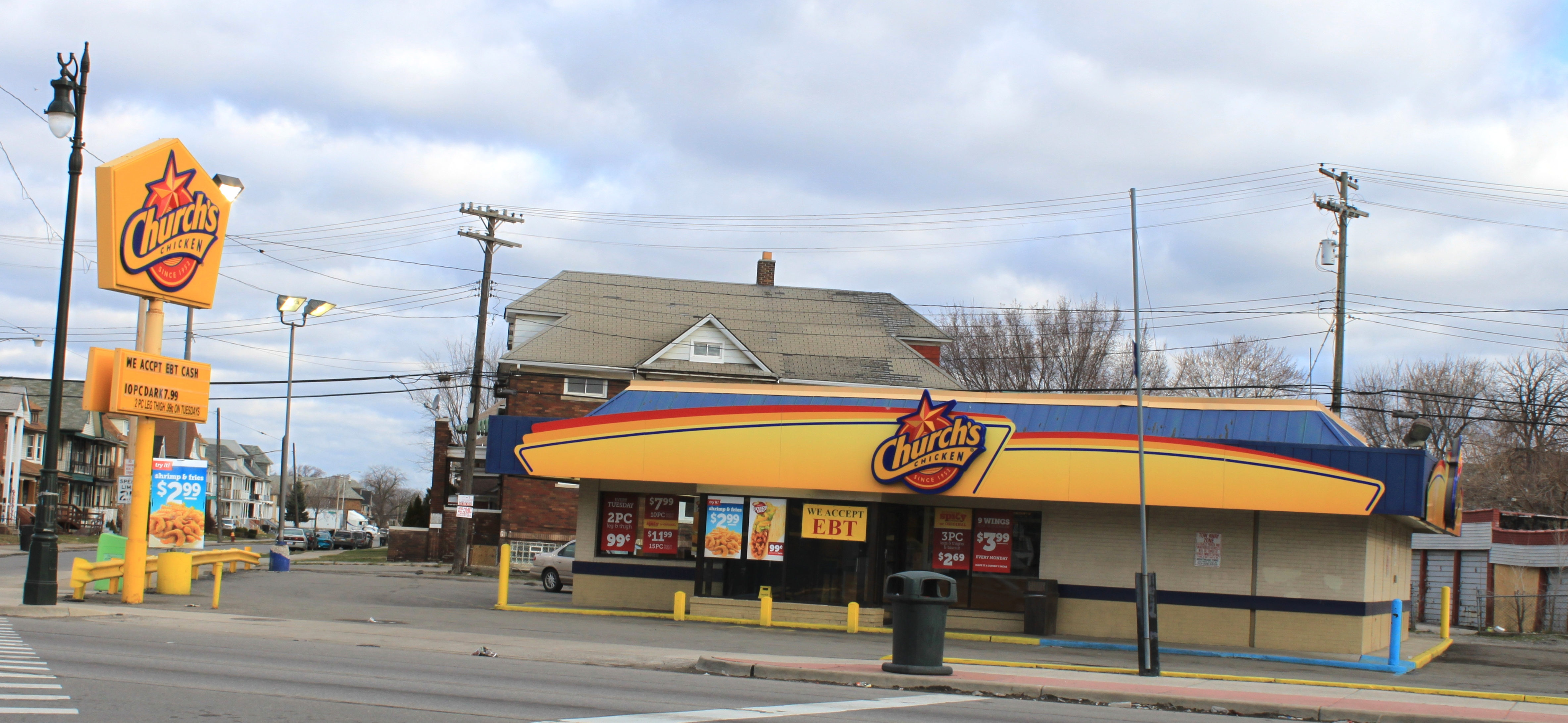
Filiale in Detroit

Church’s Chicken ist eine US-amerikanische Schnellrestaurantkette, die sich auf frittierte Hühner und anderes Fastfood spezialisiert hat. George W. Church gründete das erste Restaurant im Jahre 1952 in San Antonio.

## Geschichte
1952 entstand die erste Filiale in San Antonio. Diese verkaufte allerdings nur Produkte mit Hühnerteilen. Im Jahr 1955 wurde das Sortiment um Pommes frites und Jalapeños erweitert. Nach kurzer Zeit wurden immer mehr Filialen in den USA eröffnet. 1979 wurden erstmals Church’s-Chicken-Restaurants in Mexiko, Kanada und Indonesien gegründet. Daneben existieren auch Filialen in Curaçao, Ägypten, Guyana, Honduras, Irak, Jordanien, Kasachstan, Kuwait, Laos,  Georgien, Russland, Saudi-Arabien, Singapur, St. Kitts und Nevis, St. Lucia, Syrien, Trinidad und Tobago, Vereinigte Arabische Emirate, Venezuela und Vietnam. Weltweit gibt es über 1700 Filialen. In den meisten Ländern außerhalb der USA werden die Restaurants mit nahezu identischem Logo unter dem Namen Texas Chicken betrieben, da der Name Church religiös konnotiert ist und deshalb in einigen ausländischen, insbesondere nicht-christlichen Ländern Probleme bereiten könnte, wohingegen Texas Chicken ein amerikanisches Image repräsentiert.
Friedman Fleischer & Lowe kaufte das Unternehmen im Jahre 2009.